# تاريخ السويد
.

## السويد 1560 - 1654

### المذاهب المتصارعة 1560 - 1611
فيما بين جوستاف فاسا مؤسس السويد الحديثة وجوستاف أدولف منقذ البروتستانتية ومخلصها، تلبد تاريخ السويد بسحب الصراع بين الشيع الدينية من أجل السلطة السياسية. وكان المليك (الفاسا) الأول قد حرر السويد من نير الدنمرك. ووحد البلاد تحت حكم ملكية وراثية قوية. على حين أن أوليجاركيات النبلاء ساعدت على ضعف الدنمرك وبولندة وعلى الإقطاع فيهما. وكان الفلاحون في السويد أحراراً، وكانوا يمثلون في مجلس الديت (الركسداج) مع النبلاء ورجال الدين وممثلي المدن. وكانت لفظة بوند Bonde التي كانت في الدنمرك الرقيق، تعني السويد لقباً كريماً للرجل الحر الذي يفلح أرضه الخاصة به. ولكن المناخ كان يحد من موارد الأرض بشكل قاس، كما كان يحد منها قلة عدد السكان، وسيطرة الدنمرك على ثلاث مقاطعات في شبه الجزيرة الإسكنديناوية وعلى مياه السويد. وامتلأت قلوب النبلاء غيظاً بسبب خضوعهم من جديد للملك، وكانت الكنيسة قد جردت من أملاكها في السويد، فدأبوا على تدبير المؤامرات للاستحواذ على الشعب واسترداد أملاك الكنيسة والاستيلاء على العرش.
ولم يكن أريك الرابع عشر-ابن جوستاف فاسا-(1560-1568) مؤهلاً لمواجهة هذه المشاكل. لقد كان يتجلى بالشجاعة والمقدرة ولكن طبعه العنيف أفسد عليه دبلوماسيته، وأدى به إلى القتل والجنون. وأثار حفيظة النبلاء بقتل خمسة من زعمائهم، قتل هو أحدهم بيده. وواصل ضد الدنمرك حرب السنين السبع الشمالية (1563-1570). ومهد نغزو ليفونيا لحروب مقبلة. ونفر منه أخاه جون باعتراض سبيله في زيجة كان يمكن أن تجعل منه وريثاً لعرش بولندة، فلما تزوج جون، رغم أنف أخيه، من الأميرة كاترين جاجللون، احتجزه أريك في قلعة جريشولم. وجاءت كاترين لتشاطر جون ويلات السجن، وأغرته باعتناق المذهب الكاثوليكي. وفي 1568 أرغم أريك أخوته على التخلي عن العرش. وبعد ستة أعوام قضاها في السجن أعدم بأمر من الديت والملك الجديد.
وعقد جون الثالث (1568-1592) صلحاً مع الدنمرك ومع النبلاء، وأذكى نار الخلاف الديني من جديد. فإن زوجته كانت تغريه في الليل، أكثر منها بالنهار، باعتناق الكاثوليكية. وبإذن منه دخل الجزويت إلى السويد متنكرين، وأخذ أقدرهم، وهو أنطونيو بوسيفون، على عاتقه تحويل الملك إليها، وكان وخز الضمير قاسياً كلما تذكر جون موافقته على قتل أخيه، وأن عذاب النار هو العقاب الذي لا مفر منه لخطيئة مثل هذه. ولكن بوسيفون أغراه بأنه لا منجاة من هذا الجحيم الذي ينتظره إلا بالاعتراف وطلب الغفران في الكنيسة التي يعتقد الناس جميعاً بأن السيد المسيح هو الذي أقامها. وأذعن جون وتناول القربان المقدس وفق الطقوس الكاثوليكية، ووعد بأن يجعل الكاثوليكية دين الدولة شريطة أن يرخص البابا لرجال الدين السويديين في الزواج، وأن يقام القداس باللغة الوطنية، وأن يقدم القربان المقدس بالنبيذ والخبز على السواء. وقصد بوسيفون إلى رومة ولكن البابا رفض الشروط، فعاد الجزويتي صفر اليدين. وأصدر أوامره إلى الجزويت بتناول القربان بكلا نوعيه وبتلاوة القداس باللغة السويدية فرفضوا ورحلوا. وماتت كاترين الكاثوليكية في 1584. وبعد ذلك بعام واحد تزوج جون من سيدة بروتستانتية ردته ثانية إلى المذهب اللوثري، في الليل أكثر منها في النهار.
وفي أغسطس انتخب ابنه الكاثوليكي لعرش بولندا تحت اسم سجسمند الثالث. ووفقا لقانون كالمر اتفق الوالد والولد على أنه بعد وفاة جون يصبح سجسمند ملكاً على بولندا والسويد معاً. ولكن سجسمند آل على نفسه أن يحترم استقلال السويد السياسي والمذهب البروتستانتي. وعند وفاة جون (1592) انعقد مجلس الديت تحت رياسة أخيه الدوق شارل في مدينة [أبسالا] (25 فبراير 1593) وكان يضم 300 من رجال الدين و300 من العلمانيين-النبلاء وممثلو المدن وعمال المناجم والفلاحين، واتخذ مذهب أوجزبرج اللوثري 1540 مذهباً رسمياً للكنيسة والدولة في السويد. وأعلن هذا المجتمع التاريخي (مجمع أبسالا) أن الأمة لن تتقبل غير اللوثرية ولن تتسامح مع غيرها، وألا يعين في المناصب الكنسية أو السياسية إلا اللوثريون الأقداح وألا يتوج سجسمند في السويد إلا بعد قبوله لهذه المبادئ. وفي الوقت نفسه اعترفوا بالدوق شارل نائباً للملك عند غيابه عن العرش.
ولكن سجسمند الذي تلقى تعليمه على أيدي الجزويت، كان يحلم بضم السويد وروسيا إلى حضير الكثلكة. ولما وطأت قدماه أرض ستوكهلم (سبتمبر 1593) وجد كل الزعماء السويديين تقريباً مجمعين على طلب أوثق ضمان لامتثاله لإعلان أبسالا. وظل خمسة أشهر يبحث عن حل وسط، ولكن الزعماء بقوا على عنادهم، وجمع الدوق شارل جيشاً. وأخيراً أعطى سجسمند التعهد المطلوب، وتوجه أسقف لوثري في أبسالا (فبراير 1594). ولكن سرعان ما أصدر سجسمند بياناً احتج فيه بأنه أكره على هذا التعهد تحت الضغط والتهديد، وعين ستة من كبار الموظفين لحماية الكاثوليك الباقين في السويد، وفي أغسطس عاد أدراجه إلى بولندة.
وأعد الدوق شارل وأنجر مانوس رئيس أساقفة أبسالا العدة لتنفيذ قرارات المجمع. ودعا مجلس الديت في سودر كوينج (1595) إلى القضاء على كل عبادة كاثوليكية، ونفى كل الطوائف المعارضة للمذهب البروتستانتي، وأمر بأن يضرب بالعصا كل من يتخلف عن حضور الصلوات اللوثرية، ووقع هو العقوبة بنفسه عند زيارته للكنائس. وأغلق كل ما بقي من الأديار، وأزيلت كل الأضرحة الكاثوليكية.
وتوسل إلى سجسمند مستشاره أن يغزو السويد بجيش كبير. ورأى هو أن خمسة آلاف جندي تفي بالغرض. وحط رحاله بهم في السويد (1598) واشتبك معه شارل في ستجبرج فهزم. وفي اشتباك آخر في ستانجبرو انتصر الدوق. ووافق سجسمند من جديد على إعلان أبسالا وعاد إلى بولندة. وفي يولية 1599 خلعه الديت السويدي، وأصبح الدوق شارل الذي ما زال نائباً للملك، الحاكم الفعلي للدولة. وأقر مجلس الديت (1604) قانون الوراثة الذي نص على ألا يتولى العرش إلا كل ذكر أو أنثى من أسرة فاسا يرتضي العقيدة اللوثرية المقررة وأن كل مخالف لها لا يحق له الإقامة أو التملك في السويد. «فكل أمير ينحرف عن مبادئ أوجزبرج لابد بطبيعة الحال أن يفقد تاجه» ومن ثم كان الطريق معبداً لاعتلاء جوستاف أدولف ابن شارل عرش السويد، ولتخلي حفيدته كريستينا. وفي 1607 توج شارل التاسع ملكاً.
وأصلح شارل الحكومة المختلة، ونهض بالتعليم والتجارة والصناعة، وأسس مدن كارلستاد مدن فيلبستاد وماريستاد وجوتبورج، وهيأت هذه الأخيرة للسويد منفذاً طيباً إلى بحر الشمال، متغلبة بذلك على سيطرة الدنمرك على المضايق. وأعلن كريستيان الرابع الحرب (أبريل 1611) وغزا السويد. وتحدى شارل، وهو في الحادية والستين من العمر، كريستيان لمبارزة فردية. فرفض هذا الأخير. ومات شارل في أكتوبر 1611 ، والقتال على أشده، ولكن قبل موته وضع يده على رأس ابنه وقال «أنت لها». وقد كان لها فعلاً.

### جوستاف أدولف 1611 -1630
وكان أعظم شخصية رومانتيكية في تاريخ السويد، وهو في سن السادسة عشر آنذاك. وكانت أمه ألمانية، ابنه الدوق أدولفس هولتين جوتورب. ولقنه أبوه وأمه تعليماً صارماً في اللغتين السويدية والألمانية وفي المذهب البروتستانتي. وما أن بلغ الثانية عشرة حتى كان قد درس اللاتينية والإيطالية والهولندية. والتقط بعد ذلك شيئاً من الإنجليزية والأسبانية، بل حتى البولندية والروسية، وأضيف إلى هذا كله جرعة قوية من الأدب القديم انسجم مع تدريبه في الألعاب الرياضية والشؤون العامة وفنون الحرب وبدأ في سن التاسعة يشهد جلسات الديت، واستقبل السفراء في الثالثة عشرة وفي الخامسة عشرة حكم إحدى المقاطعات، وفي السادسة عشرة اشترك في القتال. وكان طويل القامة وسيماً دمثاً كريماً رحيماً ذكياً، باسلاً. وماذا يتطلب التاريخ أكثر من هذا في الرجل؟ وكانت له في السويد شعبية عارمة إلى حد أن أبناء النبلاء الذين أعدمهم شارل التاسع بتهمة الخيانة، وأسرعوا طائعين مختارين إلى خدمته.
ولم تبرز في جوستاف أدولف نزعة آل فاسا إلى المزاج الفردي والعنف ولكنها برزت في حبه للحرب. ولقد ورث عن أبيه حرب الكلمر ضد الدنمرك، فشن الحرب عليها في حماسة بالغة ولكنه أحس بأن هذه الحرب تسلك سبيلاً بعيداً عن الرشاد والسداد، فدفع للدنمرك في 1613 مليون طالير (عملة ألمانية قديمة-10 مليون دولار) مقابل السلام بينهما ومقابل حرية السفن السويدية عبر المضايق ومياه السوند. وفي هذه المرحلة من نشاطه كان مهتماً بإبعاد روسيا عن البلطيق، فكتب إلى أمه يقول: "إذا أدركت روسيا قوتها في أية لحظة، فإنها لا تستطيع اجتياح فنلندة (وكانت آنذاك جزءاً من السويد) من الجانبين فحسب، بل تستطيع كذلك حشد أسطول في البلطيق، يعرض أرض الأجداد للخطر فأرسل أعظم قواده دهاء-جاكوب دي لاجاري-ليغزو انجريا، وفي 1615 حاصر بنفسه بسكوف. وكانت المقاومة الروسية مرهقة ولكن بالتهديد بالتحالف مع بولندة، استطاع جوستاف أن يقنع القيصر ميكائيل رومانوف بعقد صلح (1617) يعترف بسيطرة السويد على ليفونيا واستونيا وشمالي غربي انجريا، بما في ذلك لننجراد الحالية. وسدت منافذ البلطيق أمام روسيا. وكان جوستاف يفخر بأن روسيا لا تستطيع تسيير سفينة واحدة في البحر دون إذن من السويد.
ثم ولى وجهه شطر بولندا حيث كان مليكها سجسمند الثالث لا يزال يطالب بعرش السويد. وكانت الكاثوليكية آنذاك منتصرة في بولندة، ومتلهفة على فرصة تسنح للسيطرة على السويد، وفوق ذلك كانت بولندة بما لها من ثغور قوية في دانزج وممل وليبو وريغا، منافساً أقوى من روسيا، في السيطرة على البلطيق والتحكم فيه. وفي 1621 قاد جوستاف 158 سفينة و19 ألف جندي لحصار ريفا التي كان يمر بها ثلث صادرات بولندة، وكانت غالبية سكانها من البروتستانت، وقد لا يستاءون من غزو سيد أجنبي لها. فلما استسلمت دون مقاومة، عاملها جوستاف في رفق ولين ليضمن وقوفها إلى جانبه، وفي أثناء الهدنة التي استمرت ثلاث سنوات مع بولندة، استطاع هو أن يقوي روح جيشه وضبطه ونظامه، وجعل-مثل معاصره كرومويل-من التقى والورع أداة للخلق العسكري. ودرس فن موريس ناسو العسكري، وتعلم كيف يمكن كسب المعارك بسرعة الحركة وبالاستراتيجية البعيدة النظر. واستقدم من هولندا خبراء فنيين ليعلموا رجاله تكتيك الحصار واستخدام المدفعية. وفي 1625 عبر البلطيق مرة ثانية واستولى على دوريات، وثبت سيطرة السويد على ليفونيا، وأوصد البلطيق تماماً في وجه لتوانيا. وبعد سنة أخرى أخضعت جيوشه بروسيا الشرقية والغربية، وكانتا خاضعتين للتاج البولندي. ولم تصمد سوى دانزج. وصارت الأقاليم المفتوحة مقاطعات سويدية، وطرد منها الجزويت، وجعلت اللوثرية المذهب الرسمي. وكانت أوروبا البروتستانتية ترنو إلى جوستاف، على أنه منقذها المنتظر من الحرب الكبرى التي كانت تجتاح ألمانيا آنذاك.
وفي أوقات السلم واجه جوستاف مشكلات الإدارة الداخلية بذكاء وحنكة أقل منهما في الحرب. وكان أيام غيابه في المعارك يعهد بحكومة البلاد إلى النبلاء وكان يبيح لهم، ضماناً لولائهم، احتكار المناصب وشراء أراضي التاج الشاسعة لقاء ثمن زهيد. ولكنه وجد فسحة من الوقت لتثبيت دعائم الموارد المالية وإعادة تنظيم المحاكم والخدمات البريدية والمستشفيات وتحسين أحوال الفقراء. وأسس المدارس المجانية وجامعة دوربات، وأغدق بسخاء على جامعة أبسالا، ونهض بالتعدين وعلم المعادن. ولم يكن نجاحاً يسيراً، من بين ما حققه من نجاح في مجالات مختلفة، أن السويد توافرت فيها الموارد والخبرات والمهارة لصناعة الأسلحة. وشجع التجارة الأجنبية عن طريق منح الاحتكارات، ومنح شركة البحار الجنوبية السويدية امتيازاً. وروع وزيره أوكسنستيرنا، الذي عرف بهدوئه في مواجهة الأزمات، بطاقة مليكه ونشاطه فقال: «إن الملك يشرف على المناجم والتجارة، والصناعات والجمارك ويوجهها كما يدير موجه الدفة سفينته» وتوسل إلى جوستاف أن يخفف من نشاطه، فأجابه الملك بقوله: «لو كنا جميعاً في مثل برودتك لتجمدنا» فرد عليه الوزير بقوله «ولو كنا جميعاً في مثل حرارة جلالتكم لاحترقنا».
وكان الآن لزاماً أن تندس الحمى المدمرة التي تضطرم بين جنبي الفارس السويدي إلى «حرب الثلاثين»، فقد قال: «إن كل حروب أوروبا يعلق بعضها ببعض (9)» وكان قد لحظ بقلق بالغ انتصارات ولنشتين وتقدم جيوشل هيسبرج في شمال ألمانيا وانهيار مقاومة الدنمرك، وتحالف بولندة مع النمسا، وهما كاثوليكيان، ومن ثم فسرعان ما قد تسعى قوات آل هيسبرج إلى السيطرة على البلطيق. وبذلك قد تصبح تجارة السويد وعقيدتها وحياتها تحت رحمة الإمبراطورية والبابوية. وفي مايو 1629 أرسل جوستاف إلى مجلس الديت السويدي تحذير من خطة ولنشتين في أن يجعل من البلطيق بحيرة يتحكم فيها آل هبسبرج. وأوصى بالهجوم على أنه خير وسيلة للدفاع، وأهاب بالأمة أن تهب لمساندته وتميل دخوله في معركة فاصلة (هرمجدون-سهلمجدو-العهد الجديد رؤيا يوحنا 16:16-معركة فاصلة بين الخير والشر) تحدد مصير المذاهب اللاهوتية. وكانت السويد مثقلة فعلاً بأعباء حملاته، ولكن مجلس الديت والشعب استجاباً لندائه وبمعونة ريشليو أقنع بولندة بعقد هدنة مدتها ست سنوات (سبتمبر 1629). وقضى تسعة شهور في جمع السفن والمؤن والجنود والحلفاء. وفي 30 مايو 1630 خطب في الديت خطبة وداع مؤثرة بليغة، وكأنما كان قلبه يحدثه بأنه لن يرى السويد ثاني، وفيما بين 26-28 يونية ألقت سفنه مراسيها على جزيرة على مسافة من شواطئ [بوميرانيا] ، وأطلق جوستاف إلى ساحة المجد والموت معاً.

### الملكة كريستينا 1632 - 1654
عين جوستاف، عندما كانت ابنته وريثة عرشه طفلة في الرابعة-واحد من أقدر رجال الدولة والسياسة في هذا العصر الزاخر بالعباقرة. هو الكونت أكسل أو كسنسترنا، وصياً. وقد وصفته كريستينا فيما بعد بقولها: «لقد درس وتعلم كثيراً في شبابه، ودأب على الدرس في زحمة العمل. وكانت قدرته ومعرفته بشؤون العالم وأحواله عظيمتين جداً. وعرف مواطن القوة والضعف في كل دولة في أوروبا. وكان طموحاً، ولكنه كان كذلك مخلصاً غير قابل للإفساد أو الرشوة، ومن ناحية أخرى بطئ متوان بارد المزاج لا يبالي، إلى حد كبير»(10). وعرف عن الكونت أنه-صموت، وأما عدم إفصاحه عن شيء، حتى وهو يتحدث، فهذا هو نصف في الدبلوماسية. وعلى مدى عامين حكم الكونت السديد حكماً صالحاً حين كان الملك جوستاف يخرج للحرب في أماكن بعيدة. ثم، بوصفه وصياً على كريستينا، وجه جيوش السويد في ألمانيا، كما أدار دفة الأمور في الداخل، ولم تنعم أية دولة في أوروبا طيلة هذه الأعوام الإثني عشر بحكومة أفضل من حكومة السويد. وفي 1643 صاغ ما يعرف «بشكل الحكومة» حدد فيه تشكيل كل فرع في الإدارة وصلاحياته وواجباته. وهذا هو أقدم نموذج معروف لدستور مسطور.
وفي 1644 أحست كريستينا، وهي الآن في ربيعها الثامن عشر، أنها قادرة على حكم هذه الأمة الشديدة الحساسية النابضة بالحياة، والتي بلغ عدد سكانها المليون ونصف المليون من الأنفس. والحق أنها تحلت بكل قدرات ومواهب رجل ذكي مبكر النضج. وقالت هي عن نفسها: "خرجت إلى الحياة وكل سلاحي شعري، وكان صوتي قوياً خشناً، مما جعل النساء يفكرن أني صبي، وعبرن عن فرحتهن بهتافات ظللت الملك في أول الأمر (11)". وقابل جوستاف نبأ اكتشاف أنها أنثى في رجولة مهذبة، وأحبها حباً عميقاً حتى بدا أنه راض عن أن تكون هي وريثة سلطانه وعرشه. على حين أن أمها ماريا الينورا أوف براندنبرج لم تغفر لها قط كونها أنثى. وربما أسهم استياء الأم في أن كريستينا صارت أكثر شبهاً بالرجل قدر ما كان يسمح لها جسمها وتكوينها بذلك، فأهملت شخصها عن عمد، واحتقرت التزين، وأقسمت كما يقسم الرجال، وأحبت أن تتربى بزيهم، واعتادت على ألعابهم، وركبت منفرجة الساقين بأقصى سرعة، واصطادت في تهور واندفاع، وجندلت فريستها من أول طلقة. ولكنها كانت تقول: لم لأقتل مرة حيواناً إلا وأحسست بالشفقة نحوه".
وعلى الرغم من هذا كله، تجلت في كرستينا بعض مفاتن النساء. وفي 1653 كتب بيرهيوت الذي أصبح فيما بعد أسقف آفرانش يقول: «وجهها دقيق جميل، وشعرها ذهبي وعيناها براقتان...يرتسم التواضع على وجهها، ويبدو عندما تحمر وجنتاها خجلاً لدى سماعها أية لفظة نابية». وقال قسيس الاعتراف الجزويتي لدى السفير الأسباني: «ولم تكن تطيق فكرة الزواج، لأنها ولدت حرة طليقة، ولسوف تموت حرة طليقة كذلك (14)». ويبدو أنها كانت تحس أن الاتصال الجنسي ليس بالنسبة للمرأة إلا ضربا من المذلة والهوان. ولا ريب في أنها أدركت-كما أدركت اليزابث ملكة إنجلترا، أن زوجها لابد أن يطمع في أن يكون ملكاً. وكانت تعي أخطاءها بشمل بالغ الحساسية وتعترف بها في شجاعة وجرأة«. كنت قليلة الثقة بالناس، شكاكة طموحة إلى حد الإفراط، حادة الطبع، فخورة مغرورة، مزدرية للناس، هجاءة، لم ارحم أحد، مفطورة على الشك، قليلة التعصب أو التحمس للدين (15)» ولكنها كانت كريمة إلى حد الإسراف، مخلصة في عملها. ويقول القسيس الجزويتي «كانت لا تنام أكثر من ثلاث أو أربع ساعات، فإذا استيقظت قضت خمس ساعات في القراءة. ولم تشرب قط إلا الماء القراح، ولم تسمع قط تتحدث عن طعامها أهو جيد أم رديء الطهي...وكانت تحضر إلى مجلسها بانتظام...وانتابتها الحمى مرة لمدة ثمانية وعشرين يوماً لم تهمل فيها قط شؤون الدولة...واتصل السفراء بها وتعاملوا معها مباشرةً، فلم يمروا قط يوماً على سكرتير أو وزير (16)».
ولم تتطلع إلى تنافس الشبان في ألعابهم ورياضتهم، ورجال البلاط في مجال السياسة فحسب، بل أنها أرادت كذلك أن تنافس العلماء في علمهم، لا في اللغات والآداب وحدها، بل في العلوم والفلسفة أيضاً. وما أن بلغت الرابعة عشرة حتى كانت قد درست الألمانية والفرنسية الإيطالية والأسبانية وفي الثامنة عشرة درست اللاتينية، وبعد ذلك بقليل اليونانية والعبرية والعربية، وقرأت للشعراء الفرنسيين والإيطاليين وأحبتهم، وحسدت فرنسا على مدينتها التي تفيض حيوية ونشاطاً ومرحاً. وراسلت في لهفة وحماسة، الباحثين، ورجال العلم والفلسفة في عدة بلاد، وجمعت مكتبة ضخمة تضم مخطوطات قديمة نادرة، هرع الطلبة للرجوع إليها والتزود منها من كل حدب وصوب. وعند وفاتها تأثر الخبراء بذوقها الرفيع الذي تجلى في اقتناء اللوحات والتماثيل والقطع الفنية المزخرفة بالمينا والمنقوشة على الخشب والمعدن، والتحف الأثرية. لقد جمعت العلماء، كما جمعت روائع الفن. وتاقت إلى رؤية العلماء والنقاد والمفكرين يحيطون بها، وجذبت إلى بلاطها كلوديوسي سالماً سيوسي وايزاز فوسيوسي. وهوجو جروشيوس ونيقولا هنسيوس، وأجزلت لهم العطاء في سخاء، ومن لم يستطع منهم الحضور أرسلوا إليها كتبهم مع شكرهم وتقديرهم-مثل سكارون وجي دي بلزاك ومد موازيل دي سكود بري. أما ملتون الوقور فإنه-على حين كان يشن هجوماً عنيفاً على سالما سيوس سالف الذكر-صرح لحكم العالم بأسره، لا أوروبا وحدها«. وأرسل إليها باسكال آلته الحاسبة مع رسالة بالغة الرقة يهنئها ويمتدحها بأنها متربعة على عرش مملكة العقل والحكم معاً».
وكان غرامها شديداً بالفلسفة، وراسلت جاسندي، الذي هنأها-كما هنأها مائة غيره، بأنها حققت حلم أفلاطون في وجود ملوك فلاسفة. وجاء فيلسوف العصر المشهور، رينيه ديكارت، ورأى، وعجب إذ سمعها تستنتج أفكاره الأثيرة لديه عن أفلاطون. فلما حاول أن يقنعها بأن كل الحيوانات آلات، ردت عليه بقولها أنها لم تر قط ساعة يدها تلد ساعات «أطفالاً» أي ساعات صغيرة. ومثل هذا كثير قيما بعد.
ولم تهمل كريستينا المواهب المحلية. فقد كانت السويد متعددة جوانب الثقافة الحقة. فكان جورج ستجر نهلم عالماً لغوياً. متضلعاً في القانون، من رجال العلوم، رياضياً، مؤرخاً، فيلسوفاً، أباً للشعر السويدي ومركزاً للحياة العقلية في هذا العصر. وأعجبت به جوستاف أدولف فرفعه إلى مرتبة النبلاء. وعينته كريستينا شاعر البلاط، حتى لحق بأعدائها.
وفتنت بنظريات جون كومنيوس في التربية، فاستقدمته إلى ستوكهلم ليصلح نظم التعليم في السويد. ومثلما فعلت إليزابيث بالنسبة لأكسفورد وكمبردج، زارت كريستينا جامعة أبسالا لتشجع بحضورها الأساتذة والطلبة، واستمعت إلى سترنهلم وغيره يحاضرون في النص العبري للتوراة. وشادت كلية في دوريات وأهدتها مكتبة، وأسست ست كليات أخرى. وطورت إلى جامعة، الكلية التي كان أبوها قد أسسها في آبو (توركو) في فنلندة. وأرسلت الطلبة للدراسة في الخارج، وبعثت بنفر منهم إلى شبه جزيرة العرب ليدرسوا علوم الشرق.
واستقدمت بعض الهولنديين المشتغلين بالطباعة ليؤسسوا دار للنشر في ستوكهلم. وشجعت رجال العلم السويديين على الكتابة باللغة الوطنية، حتى ينتشر العلم بين أفراد الشعب. ولا نزاع في أنها كانت من أعظم الحكام المستنيرين في التاريخ.
وهل وهبت هذه الملكة عقلاً خاصاً بها، أم أنها كانت مجرد وعاء لا يميز تتدفق فيه كل التيارات العقلية والفكرية التي تدور حولها؟ لقد انعقد الإجماع عن أنها فيما يتعلق بالحكومة كانت تتصرف بمحض تفكيرها، وصنعت قراراتها بنفسها، وحكمت سواء بسواء. وسنرى في فصل لاحق كيف أنها اعترضت على سياسة أوكسنسترنا العسكرية، وكافحت من أجل السلام، وساعدت على إنهاء حرب الثلاثين عاماً. أن قصاصات مذكراتها فاتنة مفعمة بالحيوية، وليس في الحكم والأمثال التي تركتها بخط يدها شيء مبتذل، ومثال ذلك:
إن قيمة المرء على قدر ما يستطيع أن يحب.
ويجدر أن نخشى الحمقى والبلهاء أكثر مما نخشى الأوغاد.
إنك تسيء إلى الناس إذا لم تخدعهم.
المواهب الخارقة جريمة لا تغتفر.
هناك نجم يوحد بين الناس من الطراز الأول، رغم أن العصور والمسافات تفرق بينهم.
أن الزواج ليحتاج إلى شجاعة أكثر مما تحتاج الحرب.
إن المرء ليرتفع فوق كل شيء إذا لم يخش شيئاً، ولم يحسب لأي شيء حساباً.
إن الذي يغضب من الدنيا أشبه بمن تعلم كل ما تعلم دون هدف أو غاية.
إن الفلسفة لا تغير الناس ولا تصلحهم.
وأخيراً، وبعد اختيار عدد من الفلسفات، وربما بعد أن امتنعت عن أن تكون مسيحية، أصبحت كريستينا كاثوليكية أنها متهمة بأنها رضعت لبان الإلحاد والكفر من طبيبها بورديلوت (24). وذهب مؤرخ سويدي-وكرر فولتير قوله-إلى أن تحولها إلى الكثلكة كان تمثيلية هزلية مقصودة، وبناء على هذه النظرية، تكون كريستينا قد انتهت إلى النتيجة التي تقول بأنها ما دامت الحقيقة شيئاً لا يمكن معرفته أو الوصول أليه، فللمرء أن يختار الديانة التي تستهوي قلبه وتتفق مع فكرة الجمال أكثر من غيرها (26)، وتوفر أكبر فد من الطمأنينة للناس. ولكن الارتداد إلى الكاثوليكية رد فعل صادق مخلص بعد التشكك المفرط، فقد يحفر التصوف جذوره في أعماق الشك. لقد كان في كريستينا عناصر صوفية خفية، فكل مذكراتها موجهة إلى الله في إخلاص بالغ. إن الإيمان ثوب واق. وإن التجرد الكامل منه ليترك الإنسان في حالة عرى فكري يتطلع إلى الكساء والدفء. وأي ثوب أدفأ من كاثوليكية فرنسا وإيطاليا الحسية النابضة بالحياة؟ وتساءلت الملكة: «كيف يكون المرء مسيحياً دون أن يكون كاثوليكياً؟»
وفكرت كرستينا ملياً في هذه المسألة وفي المضاعفات التي ينطوي عليها ارتدادها فإنها إن تركت اللوثرية، فلابد لها، بمقتضى قوانين مملكتها ووالدها الحبيب-أن تتخلى عن عرشها، وأن تغادر بلادها كذلك. وأية نكسة مروعة يكون هذا التحول في العقيدة لدفاع والدها البطولي عن أوروبا البروتستانتية، ولكنها ضاقت ذرعاً ولاقت نصباً من واجباتها الرسمية ومن خطب الوعاظ والمستشارين الرنانة، ومن الثالوث المتحذلق من العلماء والأثريين والمؤرخين. وربما تعبت منها السويد وضاقت بها ذرعاً كذلك. وقد أفقرها وهبط بمواردها تخليها من أراضي التاج وهداياها وهباتها السخية لذوي الحظوة لديها والقريبين منها. وتكتلت أغلبية النبلاء ضد سياستها. وفي 1651 كان ثمة هبة توشك أن تكون ثورة. ولكن زعماءها أعدموا على عجل. ولكنها خلقت وراءها امتعاضاً شديداً، ولكن انتابها المرض آخر الأمر، لقد أضرت هي بصحتها. وربما كان السبب في ذلك كثرة العمل والدرس.
وكم من مرة أصابتها الحميات الخطيرة، مصحوبة بأعراض التهاب الرئتين. وكم من مرة غشيتها إغماءة، وظلت فاقدة الوعي لمدة ساعة. واشتد عليها المرض في 1648 فقالت أنها «أقسمت أن تتخلى عن كل شيء وتصبح كاثوليكية إذا برئت من سقامها وحفظ الله لها حياتها». إنها كانت ابنة البحر المتوسط فارتعدت فرائضها من برد الشمال القاسي في الشتاء، وتاقت نفسها إلى سماء إيطاليا ومنتديات فرنسا. فكم يكون جميلاً أن تلحق بالنساء المثقفات اللائى بدأن مهمتهن الفذة في رعاية الحياة الفكرية والعقلية في فرنسا، إذا استطاعت أن تحمل معها ثروة كافية!!
وفي 1652 بعثت سراً إلى روما بأحد الملحقين في سفارة البرتغال ليطلب قدوم بعض الجزويت ليناقشوا معها اللاهوت الكاثوليكي، فجاءوا متنكرين. ولكن فت في عضدهم وثبط من همتهم بعض الأسئلة التي وجهتها إليهم-هل يوجد إله حقاً، هل تبقى الروح بعد فناء الجسم، وهل ثمة تمييز بين الصواب والخطأ إلا عن طريق المنفعة. فلما أوشكوا على الرحيل-يأسا-هدأت من روعهم بقولها «ماذا ترون لو أني كنت أقرب إلى أن أصبح كاثوليكية مما تظنون؟» وقال أحد الجزويت تعقيباً على ذلك «فلما سمعنا هذا أحسسنا بأننا بعثنا من مرقدنا».
وكان اعتناق الكثلكة قبل التخلي عن العرش أمراً محظوراً قانوناً. ولكنها رغبت قبل التخلي عن العرش، في الحفاظ على الطابع الوراثي للملكية السويدية، عن طريق إقناع الديت بالتصديق على اعتبارها لأبن عمها شارل جوستاف. خلفاً لها. ولكن طول المفاوضات أجل نزولها عن العرش حتى 6 يونية 1654. وكان الاحتفال الأخير مؤثراً قدر ما كان تخلي شارل الخامس عن العرش مؤثراً قبل ذلك بتسعين عاماً. فإنها نزعت التاج عن رأسها، وطرحت كل الشارات الملكية، وخلعت العباءة الملكية، ووقفت أمام الديت في ثوب بسيط من الحرير الأبيض، وودعت بلدها وشعبها بخطاب فجر بالدموع عيون النبلاء العجائز الرابطي الجأش، وممثلي المدن القليلي الكلام ووفر لها المجلس الموارد للمستقبل. وأباح لها الاحتفاظ بحقوقها الملكية على حاشيتها.
وغادرت ستوكهلم عن الغسق، بعد خمسة أيام من تخليها عن العرش. وتوقفت في نبكوبنج لزيارة أخيرة لأمها. ثم مضت في طريقها، ولما لم تذق طعم النوم لمدة يومين، فإنها مرضت بذات الجنب، فلما برئت تابعت المسير إلى هامستاد. وهناك كتبت إلى جاسندي، بأنها تمنحه معاشاً وتبعث إليه بسلسلة ذهبية. وفي اللحظة الأخيرة تلقت عرضاً بالزواج من الملك شارل العاشر الذي توج حديثاً، فرفضت في عطف وكياسة وتنكرت في زي رجل تحت اسم كونت دونا، وركبت البحر إلى الدنمرك، دون أن تدري أنها لمدة خمس وثلاثين سنة أخرى ستلعب دوراً في التاريخ.

## السويد في عصر نابليون
كان من الممكن أن ترحب السويد بالثورة الفرنسية على الأقل في مراحلها الأولى، لأنه خلال حركة التنوير السويدية في القرن الثامن عشر كان الفكر السويدي منسجماً مع الفكر الفرنسي، وكان الملك السويدي نفسه - جوستاف الثالث III Gustavus (حكم من 1771 إلى 1792) أحد أبناء التنوير الفرنسي وكان معجبا بفولتير• لكن الملك جوستاف لم يكن يحترم الديمقراطية وإنما كان يرى في الملكية القوية الطريق الوحيد لحكم قوي تقبض على زمامه أرستقراطية ملاك الأراضي الحريصة حرصا شديدا على امتيازاتها التقليدية• لقد نظر إلى مجلس طبقات الأمة (مايو 1789) كاجتماع مرتبط بملاك الأراضي والعقارات وعندما تطور الصراع بين هذا المجلس ولويس السادس عشر شعر بتهديد قوي لكل الملوك وليس للويس السادس عشر وحده فعرض وهو الليبرالي المتنور أن يكون على رأس تحالف ضد الثورة الفرنسية، وبينما كان منشغلا بوضع الخطط لإنقاذ لويس السادس عشر دبر بعض النبلاء السويديين مؤامرة لاغتياله• وفي 61 مارس 2971 تم إطلاق النار عليه، ومات في 26 مارس وعمت الفوضى السياسية في السويد حتى سنة 1801•
وكان حكم غوستاف الرابع (1792- 1809) حكما تعساً• لقد انضم للتحالف الثالث ضد فرنسا (1805) مما أعطى نابليون مبررا للاستيلاء على پومرانيا Pomerania وسترالسوند Stralsund - وهي آخر الممتلكات السويدية على البر الأوربي المقابل لها• وفي سنة 8081 عبر جيش روسي خليج بوثنيا Bothnia على الجليد وهدد ستوكهولم فاضطرت السويد إلى التخلي عن فنلندا مقابل السلام، وعزل الريكسداج غوستاف الرابع بعد أن نفذ انقلاب ضده وأعاد سلطان الأرستقراطية واختار عم الملك المعزول، وكان في الواحدة والستين من عمره سهلا طيعا• إنه كارل الثالث عشر Cherlex Xlll (حكم من 1809 - 1818) وقبوله صياغة دستور جديد، ولأنه لم ينجب فكان لابد من اختيار وريث لعرشه، فطلب الريكسداج Riksdag من نابليون أن يسمح لأحد أبرز مارشالاته وهو جان باتيست برنادوت Jean - Baptiste Bernadotte بقبول ولاية العهد• ووافق نابليون، ربما أملاً في أن يكون لزوجة بيرنادوت التي كانت ذات مرة خطيبة نابليون وكانت أخت جوزيف بونابرت - نفوذ في السويد• وعلى هذا أصبح بيرنادوت في سنة 0181 هو ولي عهد السويد وأصبح اسمه كارل يوهان Charles John•
وفي ظل حكومة هذا تكوينها واصل العقل السويدي جهوده في مضمار التعليم والعلم والأدب والفن، فكانت جامعات أبسالا وأبو Abo ولوند من بين أفضل الجامعات في أوروبا• وكان جون جاكوب بيرزيليوس Jons Jakob Berzelius (1779- 1848) أحد مؤسس الكيمياء المعاصرة• إذ استطاع بدراسته المتأنية الدقيقة لنحو ألفي مركب أن يصل إلى قائمة بالأوزان الذرية أكثر دقة بكثير من قائمة دالتون Dalton ولا تختلف إلا قليلا جدا من حيث دقتها عن القائمة التي استقر عليها العلم في سنة 1917• وعزل كثيرا من العناصر الكيميائية للمرة الأولى• وراجع نظام الرموز الكيميائية الذي وضعه لافوازيه Lavoisier وقام بدراسات كلاسية في الأثر الكيميائي للكهرباء وطور نظاما ثنائيا لدراسة عناصر في التفاعل الكيميائي كموجبة أو سالبة كهربيا• وأصبح كتابه الموجز الذي نشره في سنة 1808 وتقريره السنوي Jahresbericht الذي بدأ صدوره سنة 1810 إنجيلا للكيميائيين طوال جيل•
وكذلك كان في السويد كثير من الشعراء انقسموا إلى مدرستين شعريتين متنافستين: الفوسفوريون Phosphorists الذين ترجع تسميتهم بهذا الاسم إلى مجلتهم التي أصدروها بعنوان (الفوسفوري Phosphorous) وكانوا متأثرين بالرومانسية الألمانية الوافدة وتحوي أشعارهم الكثير من العناصر الباطنية (الصوفية) أكثر من سواهم من الشعراء، والقوطيون (المدرسة الشعرية القوطية) Gothics الذين راحوا يعزفون في أشعارهم على أنغام البطولة•
وبدأ تجنر Esaias Tegner كقوطي (من المدرسة الشعرية القوطية الآنف ذكرها) لكنه كان كلَّما سار قدما في مضمار الشعر راح يوسع مجالات تناوله الشعري حتى بدا وكأنه يضم بين جنبيه كل مدارس الشعر السويدية• ولد تجنر في سنة 2871 ولم يكن قد بلغ السابعة من عمره عندما نشرت الثورة الفرنسية - وكانت كأعظم الفوسفوريين - نورها وحرارتها خلال أوروبا، وما كاد يبلغ الثالثة والثلاثين حتى نفي نابليون إلى سانت هيلانه• وعـاش تجنر إحـدى وثلاثين سنة أخرى لكنه كان قد حقق بالفعل تفوقه وشهرته عندما منحته الأكاديمية الملكية السويدية في سنة 1181 جائزة لقصيدته (Svea) التي وبّخ فيها كـل معاصريـه لفشلهم في الحفـاظ على عادات أسلافهم• وانضم (إلى الاتحاد القوطي Gothic Union) وسخر من الفوسفوريين (أتباع المدرسة الشعرية الفوسفورية الآنف ذكرها) متهما إياهم بالضعف الرومانسي• وأصبح وهو في الثلاثين من عمره أستاذا للغة اليونانية في جامعة لوند وأصبح وهو في الثانية والأربعين (أسقف فيكسجو VaxJo) وفي الثالثة والأربعين (1825) نشر أشهر قصيدة في الأدب السويدي• لقد كانت هذه القصيدة الطويلة (Frithjofs Saga) سلسلة من الحكايات الأسطورية مستوحاة من التراث الشعري الأسكندنافي القديم وظن بعض النقاد أن الملحمة مغرقة جدا في الاتجاه الخطابي (ذات نبرة عالية) - فالشاعر لم يستطع استبعاد مزاجه الأسقفي، لكن بهاء قصائده وروحها الغنائية جعلتها تحظى بقبول حماسي حتى خارج السويد فبحلول عام 1888 ترجمت إلى الإنجليزية إحدى وعشرين مرة وإلى الألمانية تسع عشرة مرة•
وبدا وكأن تجنر قد استنفد قواه في عمله الشعري هذا فبعد أن أنهاه تدهورت صحته لكنه ظل يكتب الشعر في المناسبات وأهدى إحدى قصائده لامرأة متزوجة من فكسجو Vaxjo• لقد كان ليبراليا في الأساس لكنه تحول إلى متحفظ متمسك بالاتجاه المحافظ ودخل في خلافات ساخنة مع الأقلية الليبرالية في الركسداج Riksdag• وأعقب اضطرابات 1840 اضطراب فكري لكن واصل كتابة شعره الجيد حتى مات في سنة 1846 في فكسجو Vaxjo وفي هذه الأثناء أصبح الملك شارل الثالث عشر مريضا بشكل مستمر، فتولى ولي العهد شارل جون الوصاية على العرش وتولى مسئولية الحكم• وسرعان ما واجه خيارا صعباً بين ولائه لوطنه الأصلي (فرنسا) والبلاد التي احتضنته (السويد)، ومادامت الدول تكون مولعة بضم بلاد أخرى تماما كمواطنيها، فإنها ترسل زوائدها الكاذبة كزوائد الأميبا المعدة للإمساك - تلك الزوائد المسماة بالجيوش - للإمساك بما يعد وجبات شهية، فقد راحت الحكومة السويدية تتطلع بنهم لامتلاك جارتها النرويج التي كانت الدنمرك منذ سنة 1397 تدعي حق ملكيتها• واقترح ولي عهد السويد على نابليون أن تضم السويد النرويج إليها فبهذا تتوثق عرى العلاقات بين السويد وفرنسا فرفضه نابليون لأن الدنمرك كانت من أخلص حلفائه، وفي يناير سنة 1812 استولى نابليون مرة أخرى على بوميرانيا Pomerania السويديه بحجة أنها سمحت باستيراد البضائع البريطانية وهذا إخلال بالحصار القاري الذي فرضه نابليون، فاتجه الأمير شارل جون إلى روسيا التي كانت هي بدورها تتجاهل الحصار القاري فوافقت روسيا على أن تبتلع السويد النرويج مقابل أن تؤيد السويد بما قامت به روسيا من ضم فنلندا إليها• وفي أبريل سنة 2181 وقعت السويد تحالفاً مع روسيا وفتحت موانئها للتجارة البريطانية• هذا هو الوضع في السويد عندما كان نابليون يحتفي بملوك أوروبا في درسدن Dresden في طريقه إلى موسكو•

## الأتحاد مع النرويج

علم الأتحاد بين السويد والنرويج (1844-1905)

بعد معاهدة كييل تنازلت الدانمارك عن النرويج مع بقاء آيسلندا وجزر فارو وجرينلاند تحت التاج الدانماركي، انفصلتا عن بعضهم البعض عام 1905 وأصبحتا على كل منهما دولة مستقلة .